# Ramnäs distrikt
Ramnäs distrikt är från 2016 ett distrikt i Surahammars kommun och Västmanlands län.
Distriktet ligger norr om Surahammar.

## Tidigare administrativ tillhörighet
Distriktet inrättades 2016 och utgörs av socknen Ramnäs i Surahammars kommun.
Området motsvarar den omfattning Ramnäs församling hade vid årsskiftet 1999/2000.